# Henry Baker
Henry Baker (Londres, 8 de maio de 1698 — Londres, 25 de novembro de 1774) foi um naturalista inglês.

## Vida
Baker nasceu em Londres, Inglaterra. Após servir de aprendiz a um comerciante de livros, ele desenvolveu um sistema para instrução de surdos e mudos com o qual acumulou fortuna considerável. Isso chamou a atenção de Daniel Defoe, cuja filha mais nova, Sophia, desposou em 1729.
Um ano antes, sob o nome de Henry Stonecastle, Baker se associou a Defoe para iniciar as publicações Universal Spectator e Weekly Journal. Em 1740, ele foi eleito membro da Society of Antiquaries of London e da Royal Society. Ele contribuiu com muitas bibliografias ao Transactions of the Royal Society e, em 1744, recebeu a Medalha Copley pela observação microscópica da cristalização de partículas salinas.
Baker possuia inúmeros passatempos, incluindo golfe, esporte com qual competia com seu parceiro John Braithwaite, com quem mantinha algum tipo de relacionamento que escondia de sua esposa.
Ele foi um dos fundadores da Royal Society of Arts em 1754, e por algum tempo atuou como seu secretário. Faleceu em Londres. Entre suas publicações, pode-se citar The Microscope made Easy (1743), Employment for the Microscope (1753), e vários volumes em verso, originais e traduzidos, incluindo The Universe, a Poem intended to restrain the Pride of Man (1727). Seu nome foi perpetuado pela Bakerian Lecture da Royal Society, pela fundação a qual deixou em testamento a some de £100.